# Schlacht bei Ane
Die Schlacht bei Ane fand am 28. Juli 1227  zwischen dem Ritterheer des Utrechter Bischofs, Otto II. von Lippe, und den Truppen des Burggrafen Rudolf II. von Coevorden statt. Letzterer trug, unterstützt von den Bauern aus der Drenthe, den Sieg davon. Der Bischof kam dabei ums Leben. Die Schlacht wird beschrieben in der Narracio von 1232.

## Verlauf der Schlacht
Auf einem Feld nahe dem heutigen Dorf Ane trafen die Truppen des Bischofs von Utrecht und die aufständischen Drenthen unter Führung Rudolfs II. von Coevorden aufeinander. Der genaue Ort der Schlacht ist nicht mehr bekannt. Allerdings weiß die Narracio zu berichten, dass sie auf einem moorigen Gebiet stattfand, was auf ein Gefilde nordöstlich von Ane schließen lässt. Der Bischof hatte große Kriegsheere angeheuert, unter anderem von den Bistümern in Münster und Köln. Die nahegelegene Vechte diente den Truppen als Versorgungsweg. 
Die Drenther, unter welchen sich auch Frauen befanden und die sich ihrer Unterlegenheit gegenüber den schwer bewaffneten Soldaten vollends bewusst waren, lockten ihren Gegner mit Absicht in das Morastgebiet. Die Pferde des bischöflichen Heeres und die Ritter mit ihren schweren Harnischen sanken in den sumpfigen Boden. Die Streitkräfte der Drenthen hingegen waren größtenteils nur leicht bewaffnet und konnten sich deswegen schneller bewegen. Mit Pfeilen, Speeren, Messern und Keulen schlugen sie den Feind zu Boden und machten kurzen Prozess mit ihm. Fast das gesamte bischöfliche Heer, darunter berühmte Kreuzfahrer wie Bernhard der Gute von Horstmar, wurde „in paludi fetidi“ (lat.: im eklig stinkenden Sumpf) gnadenlos niedergemetzelt. Der Bischof von Utrecht, Otto II. von Lippe, wurde gefangen genommen, gefoltert und getötet. Später fand man seinen stark entstellten Leichnam und begrub ihn im Utrechter Dom. Er galt in Utrecht als Märtyrer.

## Aner Denkmal

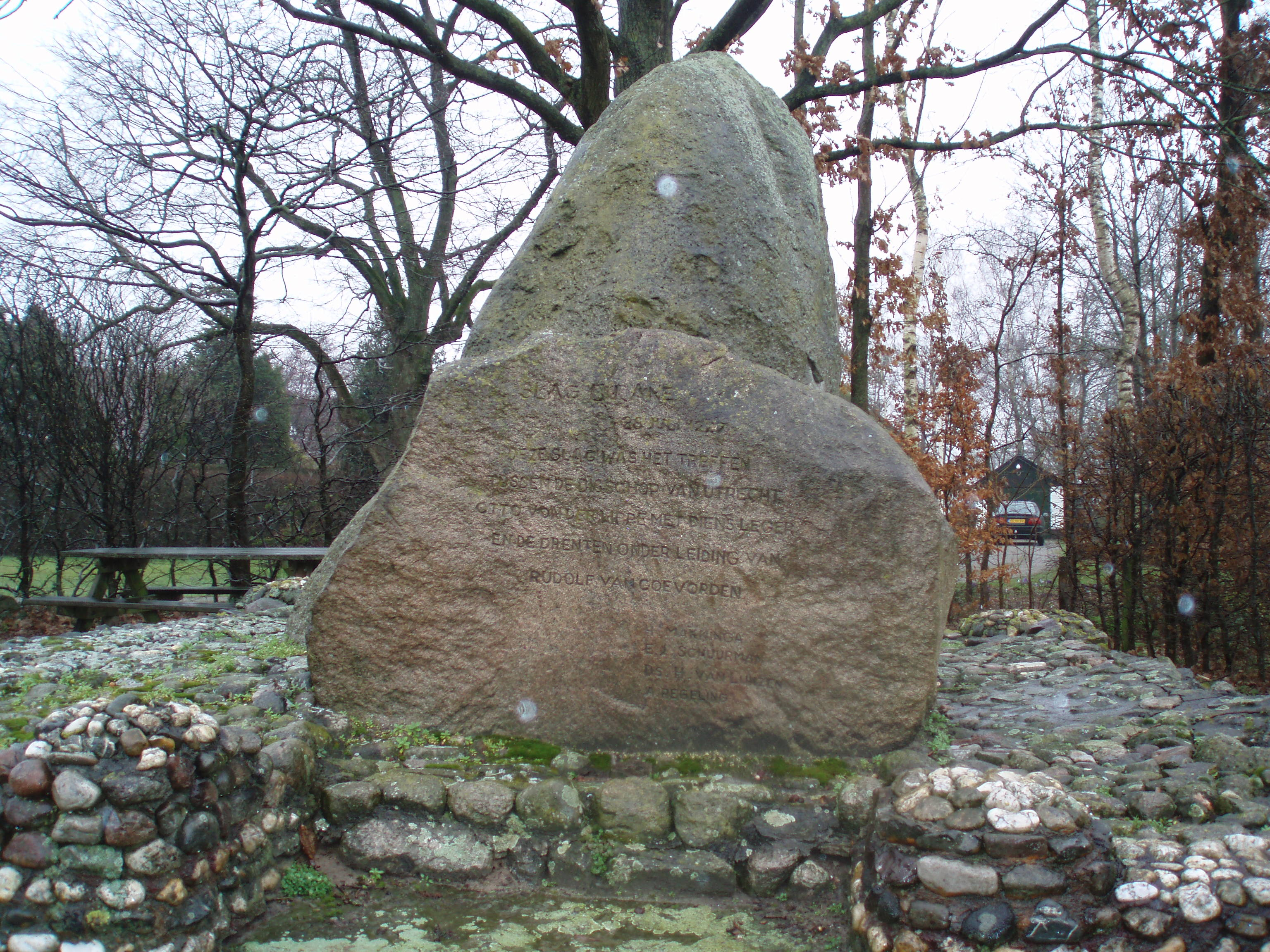
Denkmal zur Erinnerung an die Schlacht von Ane

Am 29. Juli 1967 wurde bei Ane ein Denkmal zur Erinnerung an die Schlacht aufgestellt. Es besteht aus einigen Findlingen, worauf in Drenther Platt geschrieben steht: 

„Slag bi'j Aone, 28 juli 1227, zie vocht'n ok veur oenze vri'jheid (übersetzt: Schlacht bei Ane, 28. Juli 1227, sie kämpften auch für unsere Freiheit)“

Die Aufschrift des Denkmals ist nicht unumstritten, da ihr eine einseitige Interpretation der Ereignisse vorgeworfen wird.